# ساسکیا بارتوسیاک
ساسکیا بارتوسیاک (به آلمانی: Saskia Bartusiak) (زادهٔ ۹ سپتامبر ۱۹۸۲) بازیکن فوتبال آلمانی است.

## تیم ملی
وی در پست مدافع برای تیم ملی آلمان و باشگاه فرانکفورت بازی می‌کند.

## پیشه

### باشگاهی
بارتوزیا کار خود را از باشگاه اشرسایم آغاز کرد. در سال ۱۹۹۶ او این باشگاه را ترک کرد و به باشگاه اف.اس.وی فرانکفورت پیوست و برای اولین بار در بوندس‌لیگا بازی کرد. پس از پنج سال او در سال ۲۰۰۵ به باشگاه اف. اف. سی فرانکفورت ترانسفر شد؛ جایی که او به عنوان مدافع میانی بازی می‌کرد. زاسکیا به عنوان یکی بازیکنانی تبدیل شد که در سال‌های آینده این تیم نقش مؤثری در موفقیت‌ها آن ایفا کرد. وی دو بار قهرمان بوندسلیگا و سه بار قهرمانی جام حذفی فوتبال آلمان شد. در لیگ قهرمانان اروپا ۶–۲۰۰۵ و ۸–۲۰۰۷ نیز عنوان قهرمانی را با تیم فرانکفورت بدست آورد.

### بین‌المللی
زاسکیا بارتوزیا کار خود را در آوریل ۲۰۰۷ تیم ملی آلمان با بازی دوستانه در مقابل هلند آغاز کرد. وی همراه با تیم آلمان قهرمان جام جهانی فوتبال زنان ۲۰۰۷ شد. او با انجام تنها یک بازی در بازی افتتاحیه در مقابل تیم آرژانتین کار خود را در این رقابتها به پایان رساند. وی پس از این رقابتها همواره برای تورنمنتهای مهم به تیم ملی دعوت شده‌است. اما در المپیک ۲۰۰۸ او بار دیگر به عنوان ذخیره در تیم ملی حضور داشت و همراه با تیم آلمان به مدال برنز دست یافت. در جام یوفا ۲۰۰۹ او در ترکیب اصلی تیم حضور داشت و اولین اروپایی خود را بدست آورد. وی برای جام جهانی فوتبال زنان ۲۰۱۱ به تیم ملی آلمان فراخوانده شد.

#### گل‌های بین‌المللی
گل‌ها و نتایج:
| گل‌های بارتوزیا– برای تیم ملی آلمان | گل‌های بارتوزیا– برای تیم ملی آلمان | گل‌های بارتوزیا– برای تیم ملی آلمان | گل‌های بارتوزیا– برای تیم ملی آلمان | گل‌های بارتوزیا– برای تیم ملی آلمان | گل‌های بارتوزیا– برای تیم ملی آلمان | گل‌های بارتوزیا– برای تیم ملی آلمان        |
| #                                  | تاریخ                              | مکان                               | حریف                               | گل                                 | نتیجه                              | رقابت                                     |
| ---------------------------------- | ---------------------------------- | ---------------------------------- | ---------------------------------- | ---------------------------------- | ---------------------------------- | ----------------------------------------- |
| ۱.                                 | ۲۷ نوامبر ۲۰۱۳                     | اوسییک، کرواسی                     | کرواسی                             | 8–0                                | 8–0                                | 2015 FIFA Women's World Cup qualification |

## افتخارات

### باشگاهی
۱ فرانکفورت
- لیگ قهرمانان اروپا زنان: قهرمان ۶–۲۰۰۵، ۸–۲۰۰۷
- بوندس‌لیگا زنان: قهرمان فصلهای ۷–۲۰۰۶ و ۸–۲۰۰۷
- جام حذفی فوتبال آلمان: قهرمان در فصلهای ۷–۲۰۰۶، ۸–۲۰۰۷ و ۱۱–۲۰۱۰

### بین‌المللی
- جام جهانی: قهرمان سال ۲۰۰۷
- مسابقات زنان جام یوفا: قهرمان (۲ مرتبه) ۲۰۰۹ و ۲۰۱۳
- مدال نقرهٔ المپیک: سال ۲۰۰۸
- قهرمانی زیر ۱۹ سال یوفا: سال ۲۰۰۰

### انفرادی
- برگ بوی نقره‌ای (۲۰۰۷)